# زادآور فرصت‌طلب
زادآور فرصت‌طلب (به انگلیسی: Opportunistic breeder)، گونه‌ای است که هر زمان شرایط محیط برای آنها مساعد شود جفت‌گیری می‌کند. توانایی و انگیزه آنها برای جفت‌گیری اساساً مستقل از طول روز (دوره نوری) است و در عوض به نشانه‌های تغییرهای کوتاه‌مدت در شرایط محلی مانند بارندگی، فراوانی غذا و دما متکی هستند. عامل دیگر وجود مکان‌های مناسب برای زادآوری است که ممکن است تنها با باران شدید یا سایر تغییرهای محیطی شکل بگیرد.
بنابراین، آنها از زادآوران فصلی که به تغییرها در طول روز برای القای ورود به فحلی و جفت‌گیری متکی هستند، و زادآوران همیشگی مانند انسان که می‌توانند در طول سال جفت‌گیری کنند، متمایز هستند. دسته‌های دیگری از زادآوران که شاید بتوان آنها را تحت عنوان «فرصت‌طلب» تقسیم‌بندی کرد، برای توصیف بسیاری از گونه‌ها، مانند بسیاری از آنها که از بی‌دمان مانند قورباغه هستند، استفاده شده‌است. اینها شامل خیس پراکنده و خشک پراکنده است که جانورانی را توصیف می‌کند که به‌طور پراکنده در شرایط مساعد باران یا کمبود آن زادوولد نمی‌کنند.
بسیاری از زادآوران فرصت‌طلب غیرپستاندار هستند. آنهایی که پستاندار هستند، معمولاً از جوندگان کوچک هستند.

### پستانداران
- موش خاردار طلایی[۳]
- کانگوروی قرمز
- کانگوروی درختی[۴]
- حشره‌خوار دندان‌سفید[۵]
- موش خاردار دماغه[۶]

### پرندگان
- فنچ راه‌راه
- سهره نوک‌قیچی
- مرغ عشق
- طوطی شاهدخت
- بوبی پاآبی

### دوزیستان
- قورباغه شست‌دراز
- وزغ بیل‌پای جنوبی (Scaphiopus)
- قورباغه پنجه‌دار آفریقایی
- وزغ فاولر